# Basílica de la Vera Cruz
La Basílica de la Santíssima de la Vera Cruz es troba en Caravaca de la Cruz (Múrcia), Espanya.

## Història
Es va començar a construir en 1617 a l'interior del castell, a la part alta d'un pujol, en estil de finals del Renaixement, sobre una antiga Capella medieval que albergava un Lignum Crucis, és a dir, un fragment de la veritable Creu en la qual Jesucrist va ser crucificat. Es va acabar en 1703, en ple Barroc.

## Característiques

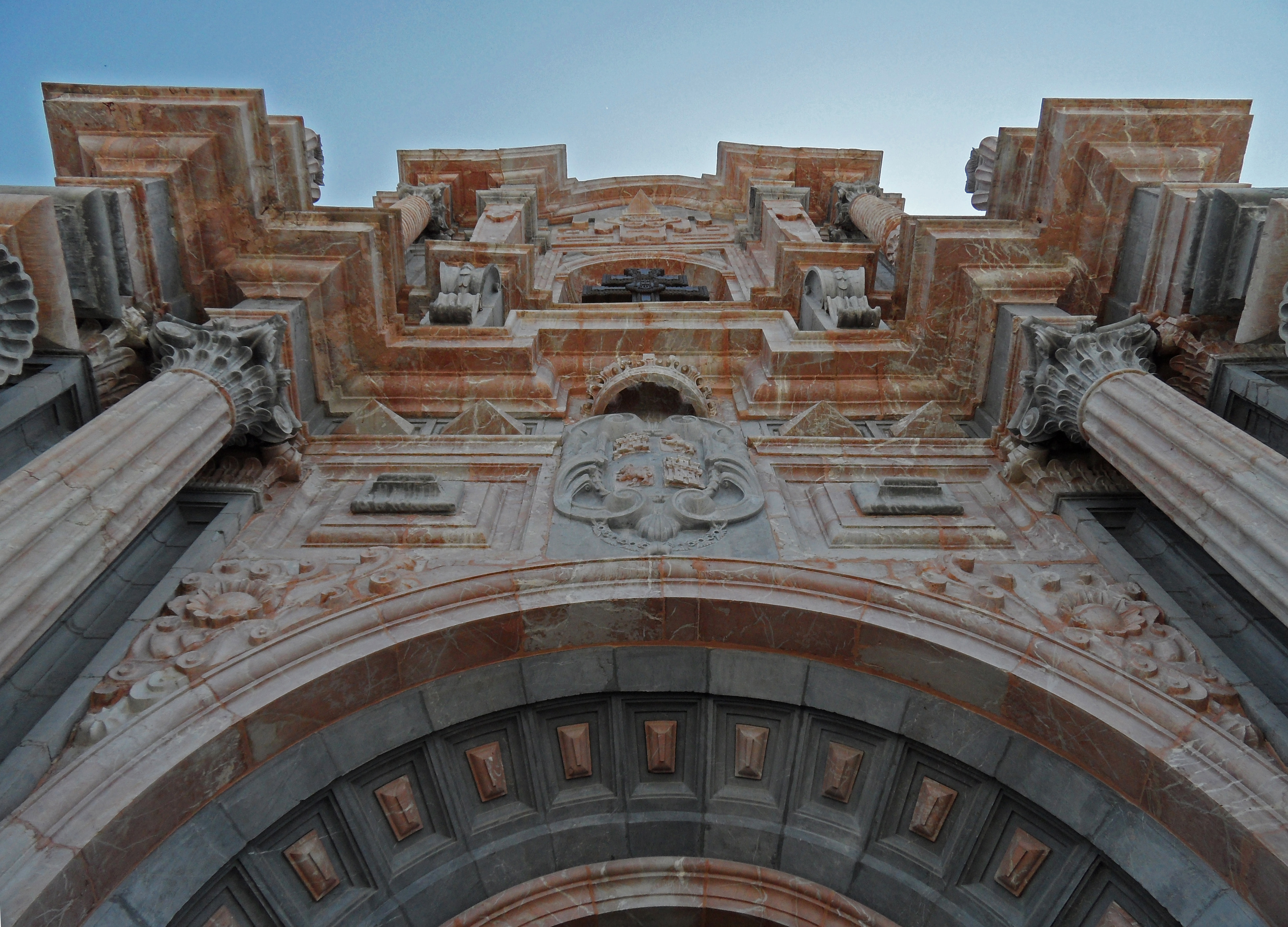
Front de la Basílica.

Antic Santuari, on es venera la famosa Creu de Caravaca, ja des del segle xiii van tenir lloc les primeres peregrinacions que continuarien al llarg dels segles. Es va convertir en Basílica Menor el 2 de febrer de 2008, segons decret del papa Benet XVI de 3 de desembre de 2007.

Així mateix, des de 2003 i repetint-se cada 7 anys té el privilegi de celebrar perpètuament un Any Jubilar, concedit pel papa Joan Pau II el gener de 1998. Aquest Jubileu perpetu només es dona en altres quatre llocs al món: Jerusalem, Roma, Santiago de Compostel·la i Toribi d'Astorga.

## Arquitectura

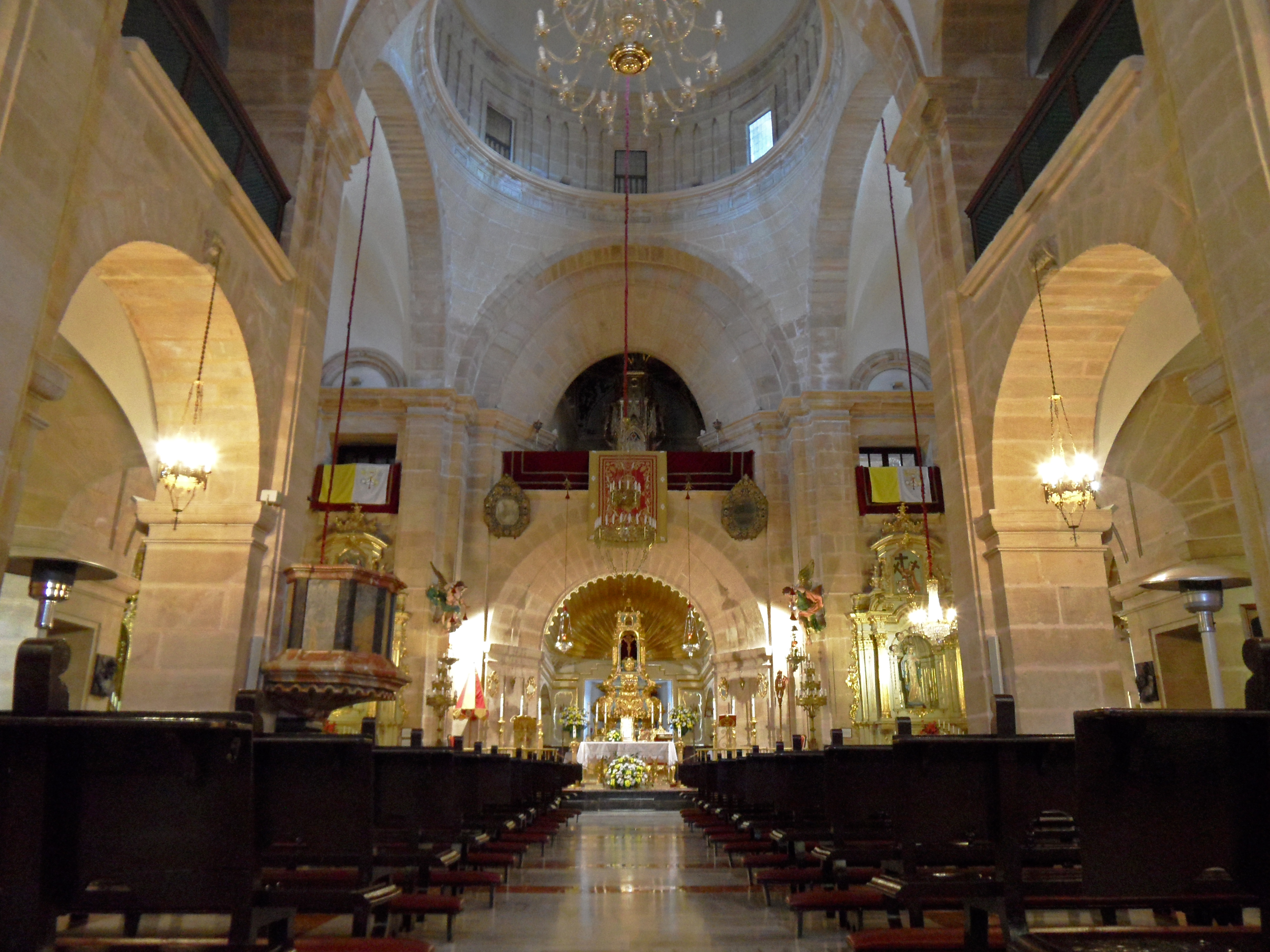
Interior de la Basílica de la Vera Cruz de Caravaca.

Té planta de creu llatina i la façana principal, realitzada amb marbres de la zona, és un dels millors exemplars barrocs de la regió. Està declarada Monument historicoartístic Nacional des de 1944.
L'interior del temple es divideix en tres naus, d'estil post-ferrerià, caracteritzat per la robustesa i severitat dels paraments, creant una sensació de rigidesa en contraposició amb la façana. A la sagristia s'accedeix pel costat de l'Evangeli, mentre que en l'Epístola es troba la capella de la Vora Creu de Caravaca. El cos superior s'organitza a manera de deambulatori que permet contemplar la resta de l'església. Posseeix un òrgan en el cor alt, construït en 1776 pel mestre José Folch i seriosament danyat durant la Guerra Civil Espanyola. La seva restauració es va dur a terme en 2003 i acompanya als actes religiosos de major importància.
La façana de la Basílica es va realitzar al segle xviii amb marbres de la zona, predominant el marbre jaspi, superposats al pla de carreus. En ella observem elements florals, jocs volumètrics de cornises i impostes (propis de la teatralitat del Barroc), l'ús dels estípites en els conjunts columnaris, un escut Reial sobre l'accés i altres elements com la petxina de l'Ordre de Santiago, en al·lusió a la seva inequívoca relació amb Caravaca. En la fornícula que presideix la façana es troba una talla de la Patrona de la ciutat, la Vera Cruz. Com a rematada superior es corba la cornisa i s'organitzen set pinacles. En la part inferior, a cada costat, queden tallades dues bèsties entre composicions florals, conegudes pel poble de Caravaca com els Dracs Vermells (a causa del color del marbre emprat).

## Museu del Santuari de la Vera Cruz
Situat en el recinte del Reial Alcázar-Basílica de la Santíssima i Vera Cruz, comprèn col·leccions d'ornaments, orfebreria i pintura.
Dins de la pinacoteca destaquen: La curació de Tobías, oli sobre llenç del pintor de Caravaca Rafael Tegeo, un dels millors retratistes del segle xix espanyol, d'estil neoclàssic.

## Galeria

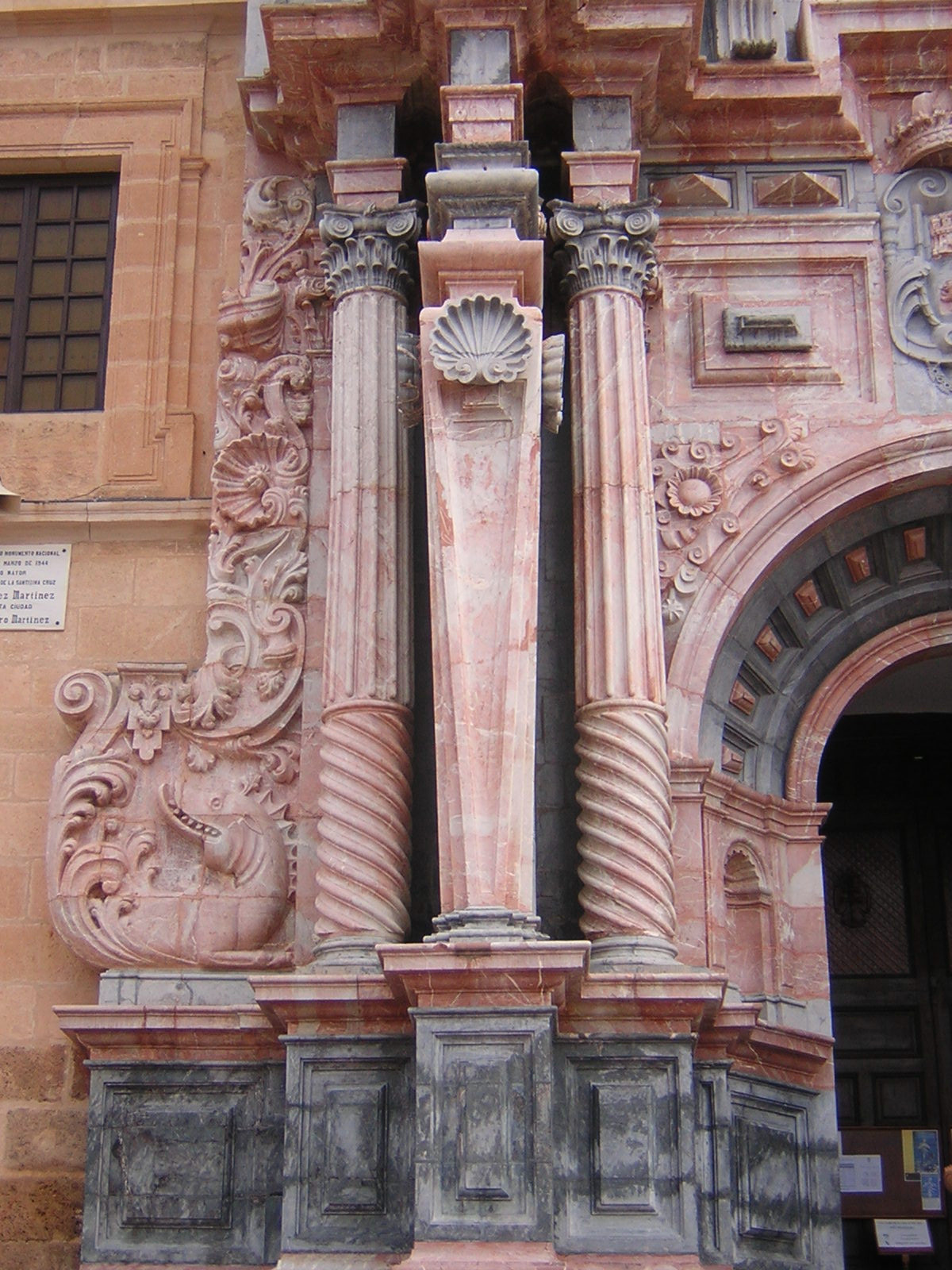
Detall de la façana.
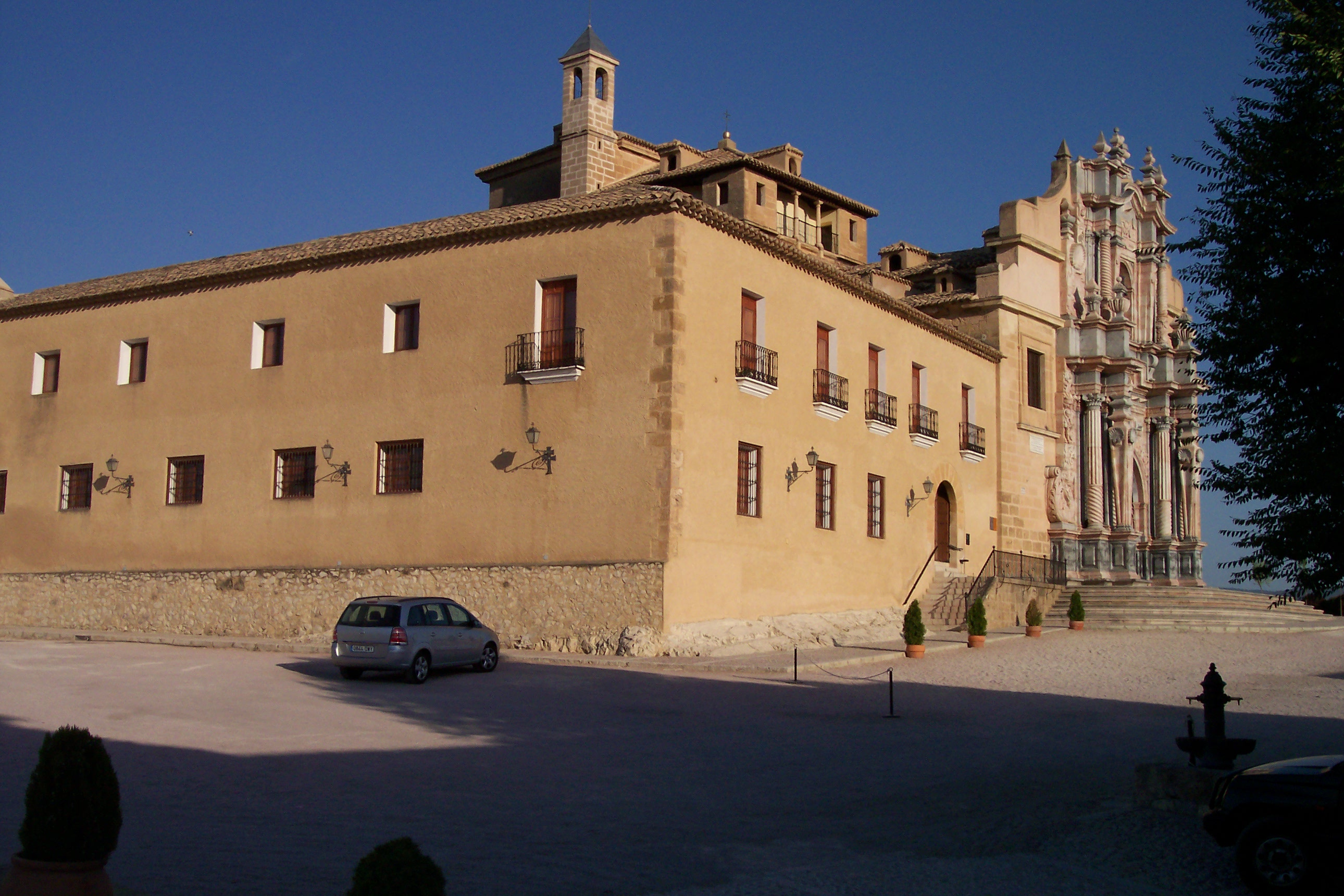
Basílica i edifici del Museu.
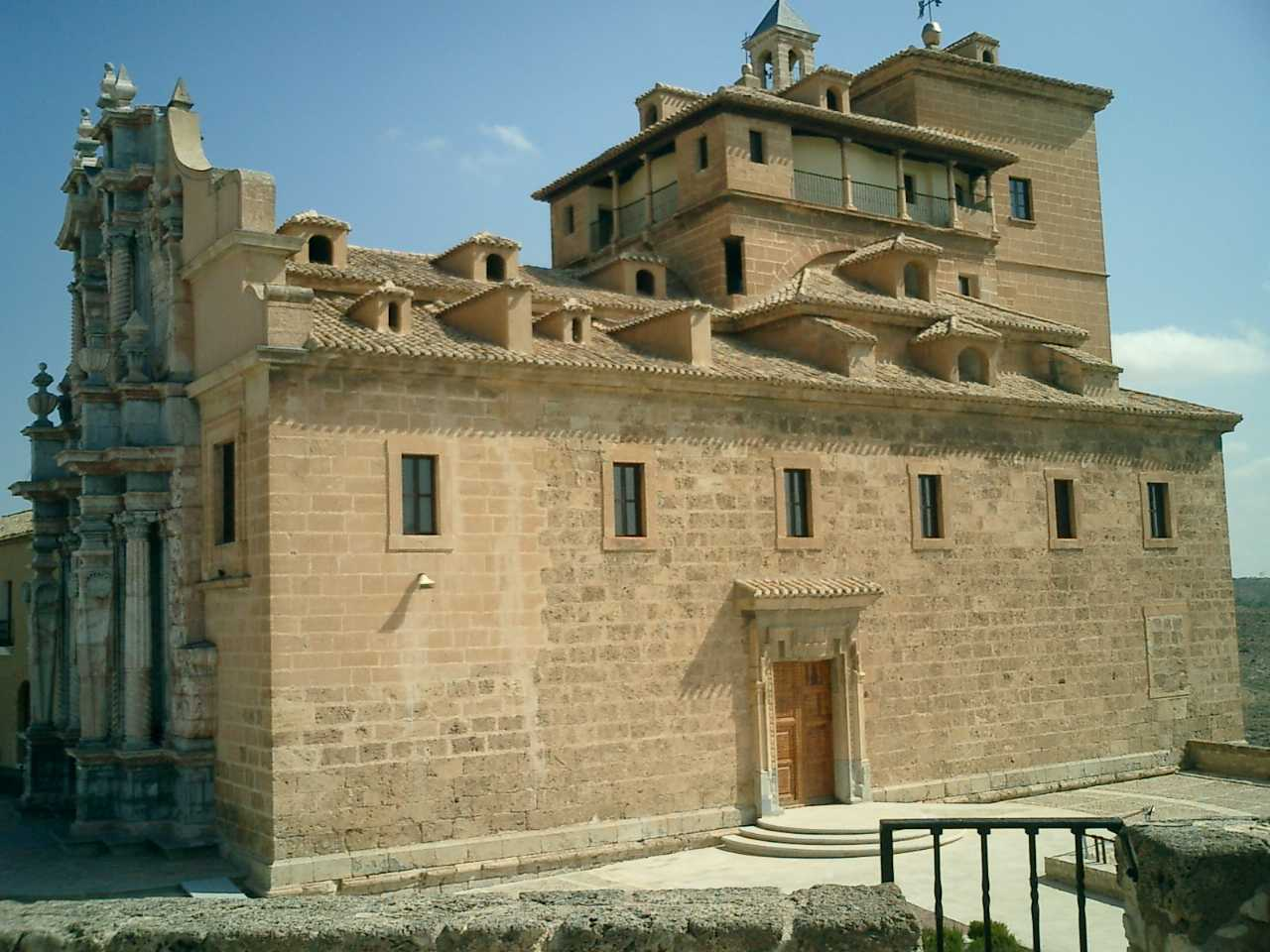
Basílica de la Vera Cruz.
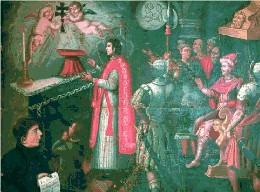
Quadre de l'aparició de la Vera Cruz de Caravaca. Museu de la Vera Cruz.
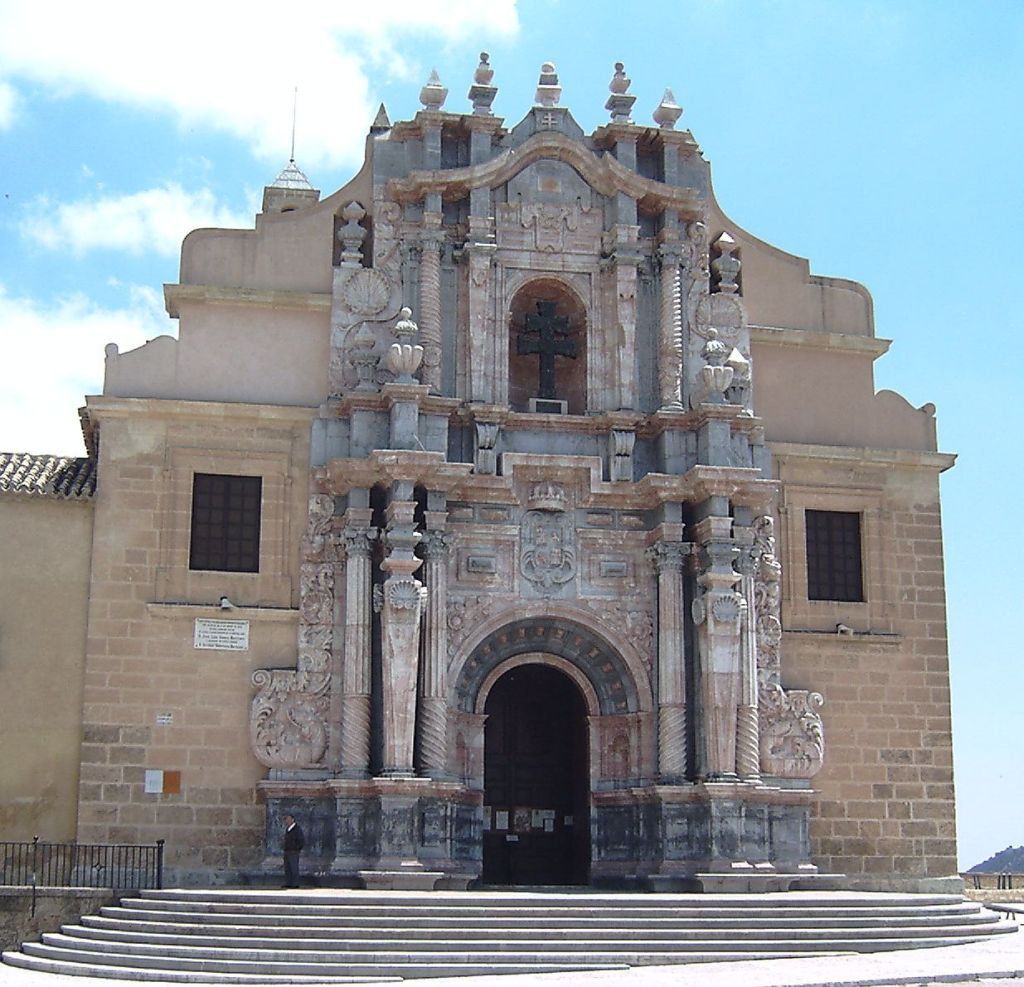
Façana.